# Campionati europei di canoa/kayak sprint 2005
I Campionati europei di canoa/kayak sprint 2005 sono stati la 17ª edizione della manifestazione. Si sono svolti a Poznań, in Polonia.

## Medagliere
| Pos.   | Paese               | Oro | Argento | Bronzo | Totale |
| ------ | ------------------- | --- | ------- | ------ | ------ |
| 1      | Germania            | 10  | 5       | 7      | 22     |
| 2      | Ungheria            | 6   | 7       | 2      | 15     |
| 3      | Polonia             | 2   | 5       | 5      | 12     |
| 4      | Russia              | 2   | 3       | 1      | 6      |
| 5      | Romania             | 2   | 1       | 3      | 6      |
| 6      | Slovacchia          | 1   | 2       | 0      | 3      |
| 7      | Rep. Ceca           | 1   | 1       | 1      | 3      |
| 8      | Bielorussia         | 1   | 0       | 1      | 2      |
| 9      | Spagna              | 1   | 0       | 0      | 1      |
| 9      | Norvegia            | 1   | 0       | 0      | 1      |
| 11     | Svezia              | 0   | 1       | 1      | 2      |
| 12     | Ucraina             | 0   | 1       | 0      | 1      |
| 12     | Danimarca           | 0   | 1       | 0      | 1      |
| 14     | Finlandia           | 0   | 0       | 2      | 2      |
| 15     | Serbia e Montenegro | 0   | 0       | 1      | 1      |
| 15     | Portogallo          | 0   | 0       | 1      | 1      |
| 15     | Francia             | 0   | 0       | 1      | 1      |
| 15     | Croazia             | 0   | 0       | 1      | 1      |
| Totale | Totale              | 27  | 27      | 27     | 81     |

## Podi

### Uomini
| Evento    | Oro                                                                              | Tempo    | Argento                                                                       | Tempo    | Bronzo                                                               | Tempo    |
| Canoa     |                                                                                  |          |                                                                               |          |                                                                      |          |
| C1 200 m  | Maksim Opalev                                                                    | 40"164   | Valentyn Demyanenko                                                           | 40"266   | Paweł Baraszkiewicz                                                  | 40"968   |
| C1 500 m  | Maksim Opalev                                                                    | 1'48"450 | Paweł Baraszkiewicz                                                           | 1'48"480 | Andreas Dittmer                                                      | 1'48"564 |
| C1 1000 m | Andreas Dittmer                                                                  | 3'49"686 | Maksim Opalev                                                                 | 3'52"218 | Aliaksandr Zhukouski                                                 | 3'54"906 |
| C2 200 m  | Germania Tomasz Wylenzek Christian Gille                                         | 37"619   | Russia Nikolai Lipkin Evgeny Ignatov                                          | 37"757   | Ungheria Gergely Kovács Attila Bozsik                                | 37"901   |
| C2 500 m  | Germania Tomasz Wylenzek Christian Gille                                         | 1'41"667 | Polonia Michał Śliwiński Łukasz Woszczyński                                   | 1'43"173 | Russia Aleksandr Kovalëv Aleksandr Kostoglod                         | 1'40"954 |
| C2 1000 m | Germania Tomasz Wylenzek Christian Gille                                         | 3'31"336 | Ungheria György Kolonics György Kozmann                                       | 3'33"676 | Polonia Paweł Skowroński Roman Rynkiewicz                            | 3'34"030 |
| C4 200 m  | Rep. Ceca Petr Procházka Petr Fuksa Petr Netušil Jan Břečka                      | 34"680   | Russia Aleksandr Kovalëv Aleksandr Kostoglod Roman Kruglyakov Maksim Opalev   | 34"874   | Germania Thomas Lück Robert Nuck Stefan Holtz Stephan Breuing        | 34"988   |
| C4 500 m  | Romania Loredan Popa Florin Popescu Silviu Simiocencu Josif Chirlǎ               | 1'33"057 | Polonia Adam Ginter Michał Gajownik Andrzej Jezierski Roman Rynkiewicz        | 1'33"897 | Germania Thomas Lück Robert Nuck Stefan Holtz Stephan Breuing        | 1'34"899 |
| C4 1000 m | Germania Stephan Breuing Robert Nuck Stefan Holtz Thomas Lück                    | 3'17"096 | Polonia Wojciech Tyszynski Andrzej Jezierski Arkadiusz Tonski Michał Gajownik | 3'17"714 | Romania Constantin Popa Petre Condrat Florin Mironcic Loredan Popa   | 3'17"972 |
| Kayak     |                                                                                  |          |                                                                               |          |                                                                      |          |
| K1 200 m  | Carlos Pérez Rial                                                                | 36"098   | Gergely Boros                                                                 | 36"374   | Kimmo Latvamaki                                                      | 36"470   |
| K1 500 m  | Ákos Vereckei                                                                    | 1'38"493 | Lutz Altepost                                                                 | 1'39"123 | Stjepan Janic                                                        | 1'39"333 |
| K1 1000 m | Eirik Verås Larsen                                                               | 3'27"274 | Zoltán Benkő                                                                  | 3'28"426 | Emanuel Silva                                                        | 3'29"674 |
| K2 200 m  | Polonia Adam Wysocki Marek Twardowski                                            | 32"974   | Germania Tim Wieskötter Ronald Rauhe                                          | 33"016   | Serbia e Montenegro Dragan Zorić Ognjen Filipović                    | 33"304   |
| K2 500 m  | Germania Tim Wieskötter Ronald Rauhe                                             | 1'28"860 | Polonia Adam Wysocki Marek Twardowski                                         | 1'29"268 | Ungheria Gábor Kucsera Zoltán Kammerer                               | 1'30"312 |
| K2 1000 m | Romania Ionuţ Anghel Marian Sevici                                               | 3'12"417 | Ungheria Gábor Kucsera Roland Kökény                                          | 3'13"515 | Germania Marco Herszel Andreas Ihle                                  | 3'14"379 |
| K4 200 m  | Ungheria Gergely Gyertyános Balázs Babella István Beé Viktor Kadler              | 30"673   | Rep. Ceca Svatopluk Batka Jan Štěrba Pavel Holubar Filip Svab                 | 30"907   | Germania Björn Bach Jonas Ems Norman Bröckl Björn Goldschmidt        | 31"051   |
| K4 500 m  | Bielorussia Vadzim Machneŭ Raman Pjatrušėnka Aljaksej Abalmasaŭ Dziamyan Turchyn | 1'21"315 | Slovacchia Michal Riszdorfer Juraj Tarr Andrej Wiebauer Róbert Erban          | 1'21"597 | Romania Marian Baban Vasile Stefan Alin Anton Florean Mada           | 1'22"353 |
| K4 1000 m | Slovacchia Michal Riszdorfer Erik Vlček Róbert Erban Richard Riszdorfer          | 2'49"875 | Romania Marian Baban Vasile Stefan Alin Anton Florean Mada                    | 2'51"015 | Polonia Marek Twardowski Adam Wysocki Tomasz Mendelski Paweł Baumann | 2'52"035 |

### Donne
| Evento    | Oro                                                                               | Tempo    | Argento                                                               | Tempo    | Bronzo                                                                                 | Tempo    |
| Kayak     |                                                                                   |          |                                                                       |          |                                                                                        |          |
| K1 200 m  | Szilvia Szabó                                                                     | 41"892   | Conny Waßmuth                                                         | 42"228   | Jenni Honkanen                                                                         | 42"360   |
| K1 500 m  | Nicole Reinhardt                                                                  | 1'51"946 | Erzsébet Viski                                                        | 1'52"138 | Karolina Głażewska                                                                     | 1'52"486 |
| K1 1000 m | Katrin Wagner-Augustin                                                            | 3'58"646 | Sofia Paldanius                                                       | 3'59"336 | Michaela Strnadová                                                                     | 3'59"858 |
| K2 200 m  | Ungheria Nataša Janić Katalin Kovács                                              | 37"392   | Slovacchia Martina Kohlová Ivana Kmetová                              | 38"239   | Germania Fanny Fischer Birgit Fischer                                                  | 38"388   |
| K2 500 m  | Ungheria Nataša Janić Katalin Kovács                                              | 1'41"959 | Germania Maike Nollen Nadine Opgen-Rhein                              | 1'44"275 | Francia Marie Delattre Anne-Laure Viard                                                | 1'44"515 |
| K2 1000 m | Ungheria Nataša Janić Katalin Kovács                                              | 3'36"171 | Danimarca Anne Lolk Thomsen Mette Barfod                              | 3'37"131 | Germania Maike Nollen Nadine Opgen-Rhein                                               | 3'37"305 |
| K4 200 m  | Germania Judith Hörmann Nicole Reinhardt Carolin Leonhardt Katrin Wagner-Augustin | 34"987   | Ungheria Krisztina Fazekas Tímea Paksy Melinda Patyi Erzsébet Viski   | 35"113   | Svezia Josefin Nordlöw Sofia Paldanius Karin Johansson Anna Karlsson                   | 35"767   |
| K4 500 m  | Germania Judith Hörmann Conny Waßmuth Carolin Leonhardt Katrin Wagner-Augustin    | 1'33"530 | Ungheria Tímea Paksy Dalma Benedek Szilvia Szabó Kinga Bóta           | 1'34"292 | Polonia Beata Mikołajczyk Małgorzata Chojnaczka Aneta Konieczna Małgorzata Czajczyńska | 1'34"730 |
| K4 1000 m | Polonia Beata Mikołajczyk Iwona Pyzalska Aneta Białkowska Edyta Dzieniszewska     | 3'15"129 | Germania Maren Knebel Carolin Leonhardt Birgit Fischer Judith Hörmann | 3'15"717 | Romania Florica Vulpeş Mariana Ciobanu Lidia Talpă Alina Platon                        | 3'17"313 |